# Wye with Hinxhill
Wye with Hinxhill es una parroquia civil del municipio de Ashford, situado en Kent (Inglaterra). Según el censo de 2021, tiene una población de 2500 habitantes.

## Demografía
Según el censo de 2001, en ese momento había 2384 habitantes (46,31% varones, 53,69% mujeres) viviendo en la zona. El 14,97% eran menores de 16 años, el 70,6% tenían entre 16 y 74 y el 14,43% eran mayores de 74. La media de edad era de 43,39 años. Del total de habitantes con 16 o más años, el 32,91% estaban solteros, el 48,54% casados y el 18,55% divorciados o viudos. 818 habitantes eran económicamente activos, 789 de ellos (96,45%) empleados y 29 (5,31%) desempleados. Había 1001 hogares con residentes, 41 vacíos y 15 eran alojamientos vacacionales o segundas residencias.